# Almásszentmária
Almásszentmária település Romániában, Szilágy megyében.

## Fekvése
Szilágy megyében, az Almás-patak közelében, Vaskapu és Almásszentmihály között fekvő település.

## Története
Almásszentmária nevét 1587-ben említették először az oklevelekben.
A település valószínűleg a reformáció előtt keletkezhetett, s Szűz Mária tiszteletére szentelt temploma után kaphatta nevét.
A falu és temploma valószínűleg a XVII. században elpusztult. A középkori faluról, s templomáról nincs több adat az okiratokban.
A települést a későbbiekben görögkeleti vallású lakosság népesítette be.

## Források

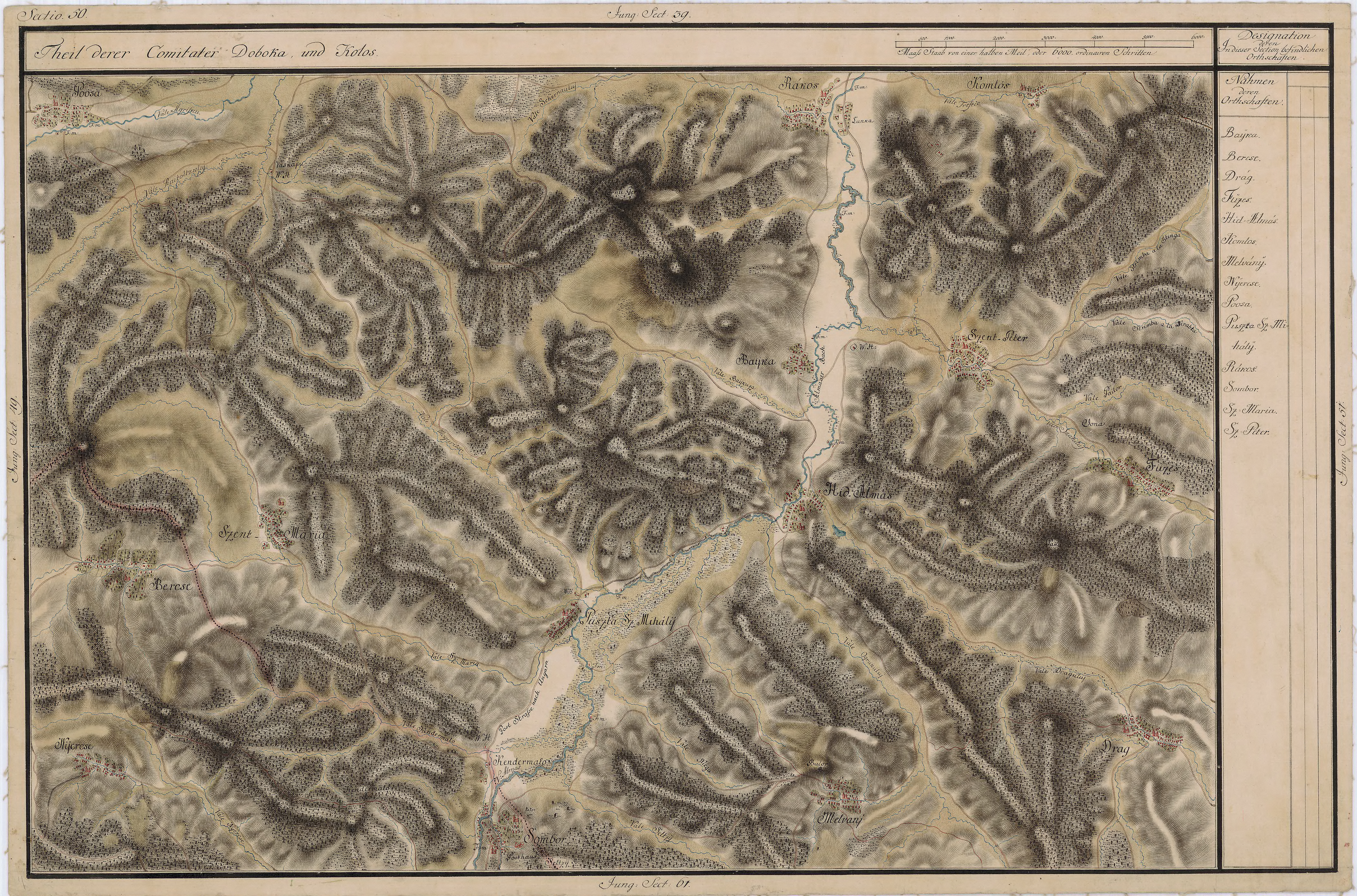
Almásszentmária környéke 1769-1773 között

## Nevezetességek
- Görögkeleti temploma